# Osiny (powiat łowicki)
Osiny – wieś w Polsce położona w województwie łódzkim, w powiecie łowickim, w gminie Kiernozia.
| SIMC    | Nazwa           | Rodzaj    |
| ------- | --------------- | --------- |
| 0567037 | Janino          | część wsi |
| 0567043 | Krzyżyk Osiński | część wsi |
| 0567050 | Ludwików        | część wsi |
| 0567066 | Piotrowo        | część wsi |

W latach 1975–1998 wieś należała administracyjnie do województwa płockiego.
Prywatna wieś szlachecka położona była w drugiej połowie XVI wieku w powiecie gąbińskim ziemi gostynińskiej województwa rawskiego. 